# Claudia Pechstein
Claudia Pechstein (Berlino Est, 22 febbraio 1972) è una pattinatrice di velocità su ghiaccio tedesca.

## Carriera
È in assoluto l'atleta olimpica tedesca di maggior successo per quanto riguarda gli sport invernali. È anche la prima donna ad aver conquistato medaglie in ben 5 competizioni olimpiche invernali, dal 1992 al 2006. Complessivamente ha vinto 5 medaglie d'oro 2 d'argento 2 di bronzo. Ha conquistato il record di velocità nelle olimpiadi del 2002 tenutesi a Salt Lake City, nella categoria 5.000 m percorsi nel tempo di 6:46.91, record superato poi dalla pattinatrice ceca Martina Sáblíková.

## La sospensione per doping ematico
Nell'estate del 2009 per doping ematico ha subito due anni di squalifica e la conseguente esclusione dai Giochi Olimpici di Vancouver. La Pechstein era tornata ad allenarsi per le Olimpiadi, obiettando che i valori ematici rilevati non fossero dovuti a doping, ma piuttosto ad un fattore congenito. Ha presentato ricorso al TAS, che ha tuttavia confermato la squalifica nel novembre 2009. Un ulteriore appello è stato rigettato il 19 febbraio 2010.

## Palmarès

### Giochi olimpici invernali
- 9 medaglie:
  - 5 ori (5000 m a Lillehammer 1994; 5000 m a Nagano 1998; 3000 m, 5000 m a Salt Lake City 2002; inseguimento a squadre a Torino 2006)
  - 2 argenti (3000 m a Nagano 1998; 5000 m a Torino 2006)
  - 2 bronzi (5000 m a Albertville 1992; 3000 m a Lillehammer 1994)

### Mondiali completi
- 11 medaglie:
  - 1 oro (Milwaukee 2000);
  - 8 argenti (Inzell 1996, Nagano 1997, Heerenveen 1998, Hamar 1999, Budapest 2001, Göteborg 2003, Hamar 2004, Calgary 2006);
  - 2 bronzi (Heerenveen 2002, Mosca 2005).

### Mondiali distanza singola
- 30 medaglie:
  - 5 ori (5000 m a Hamar 1996; 1500 m, 3000 m a Nagano 2000; 5000 m a Berlino 2003; 3000 m a Seul 2004);
  - 13 argenti (1500 m, 3000 m a Hamar 1996; 3000 m, 5000 m a Calgary 1998; 3000 m, 5000 m a Heerenveen 1999; 5000 m a Nagano 2000; 5000 m a Salt Lake City 2001; 3000 m a Berlino 2003; 3000 m, 5000 m a Inzell 2005; 5000 m a Salt Lake City 2007; 5000 m a Gangneung 2017);
  - 12 bronzi (5000 m a Varsavia 1997; 1500 m a Calgary 1998; 3000 m a Salt Lake City 2001; 5000 m a Seul 2004; inseguimento a Salt Lake City 2007; inseguimento a Nagano 2008; 5000 m e inseguimento a squadre a Inzell 2011; 5000 m a Heerenveen 2012; 3000 m, 5000 m a Soči 2013; 5000 m a Heerenveen 2015).

### Campionati europei
- 11 medaglie:
  - 3 ori (Helsinki 1998, Hamar 2006, Heerenveen 2009);
  - 6 argenti (Heerenveen 1999, Baselga di Piné 2001, Erfurt 2002, Heerenveen 2003, Heerenveen 2004, Budapest 2012);
  - 2 bronzi (Heerenveen 1996, Heerenveen 2005).

### Mondiali juniores
- 1 medaglia:
  - 1 argento (Seul 1988).